# Francisco da Gama, 2.º Conde da Vidigueira
Francisco da Gama, 2.º conde da Vidigueira (ca. 1510-depois de 1555 e antes de 1578), foi senhor da vila da Vidigueira e da Vila de Frades, almirante da Índia Oriental, e estribeiro-mor de D. João III de Portugal, ofício que comprou a D. Pedro Mascarenhas.
Foi capitão de uma nau que transportou a infanta D. Brites de Saboia.
Ordenou a edificação, em 1545, juntamente com sua mulher, o convento de Nossa Senhora da Assunção de capuchos da província da Piedade, em Vila de Frades, e também a construção da Ermida de Santa Clara na Vidigueira.
Herdou toda a casa de seu pai, cargos e título nobiliárquico.
Era filho do 1.º conde da Vidigueira, o grande Vasco da Gama, descobridor do caminho marítimo para a Índia, e de sua mulher, D. Catarina de Ataíde.
Casou com D. Guiomar de Vilhena (Évora, c. 1510 - 1585), filha do D. Francisco de Portugal, 1.º conde de Vimioso, e de sua mulher D. Brites de Vilhena.
Tiveramː
- Vasco da Gama, 3.º Conde da Vidigueira, casado com D. Maria de Ataíde.[3] Com geração.
- Francisco de Portugal, comendador de Fronteira, falecido em 1579 depois de ficar cativo em Fez após a mesma desastrosa batalha. Fazia parte do Conselho de Estado e foi sumilher, estribeiro-mor do João Manuel, Príncipe de Portugal, depois vedor da Fazenda de D. Sebastião, casado com D. Luísa Giraldes.[5] Com geração.
- D. Catarina de Ataíde,[4] filha do D. Francisco de Portugal, 1.º conde de Vimioso ou D. Catarina da Gama casada com D. Cristóvão de Noronha,[6] Com geração.
- D. Manuel de Portugal, Prior da Vidigueira[4]
- D. Miguel de Portugal[4]
- D. João da Gama, Capitão de Malaca[4]
- D. Maria de Vilhena[4], ̟primeira mulher de António de Ataíde, 2.º conde de Castanheira[7].
- D. ̽Paula de Ataíde, que casou com D. João de Almeida, senhor do Sardoal. que morreu na Batalha de Alcácer quibir. Sem geração[8].
- D. Ana de Ataíde, freira no mosteiro de Santa Clara, em Lisboa[4]